# Pellenes beani
Pellenes beani es una especie de araña saltarina del género Pellenes, familia Salticidae. Fue descrita científicamente por Peckham, Peckham en 1903.
Habita en Sudáfrica.